# 知立信號所
知立信號所（日语： Chiryū Shingōsho */?）是位於愛知縣碧海郡知立町（現時：知立市山町），名古屋鐵道名古屋本線的號誌站。名古屋鐵道名古屋本線與三河線之間設有知立聯絡線，而該聯絡線與名古屋本線兩線會在此號誌站分岔。有時會被標記為知立信號場（日语：／）。
在廢除後，號誌站的信號屋等仍然存在。號誌站內唯一的平交道與架空電纜也繼續存放在遺址中。後來，號誌站中，連接名古屋本線路軌的轉轍器被撤走，架空電纜柱被更換了，但是沒有跨越知立聯絡線部分。截至2019年（令和元年）現，號誌站附近的鐵路範圍土地已經賣去，雖然已經看不道路軌的痕跡，但是仍然可以看見雙線鐵路的平交道遺蹟。

## 歷史
三河鐵道（三鐵）知立站（在1915年（大正4年）啟用。現時為三河線三河知立站）和愛知電氣鐵道（愛電）新知立站（1923年（大正12年）啟用。後來變為名古屋本線東知立站）相繼啟用後。當時未有路軌連接兩條路線。後年，愛電在新知立至牛田之間敷設知立聯絡線，連接三鐵的知立站。而這時候已經設置了此號誌站（知立信號所這個名稱在1937年（昭和12年）以後才使用。在設置號誌站當時單純以分岐點稱呼該處）。

知立站的變遷

知立聯絡線是以貨物鐵路線的目的而建造，因此沒有客運列車行走該線。但是後來隨著在二戰期間，三河鐵道與愛知電氣鐵道均變為名古屋鐵道。三河線和名古屋本線之間的客運聯絡服務開始重視。在1950年（昭和25年），開設了行走於大濱港（現時：碧南）至新名古屋（現時：名鐵名古屋）方向的直通列車班次，該列車會途經知立聯絡線。可是由於配線的關係，列車到達此號誌站時需要折返行走。這個編解作業需時10分鐘，加上由於號誌站內設有平面相交的渡線，因此列車在此處編解時會阻礙於名古屋本線上的列車行走，影響名古屋本線其他列車的時間表。
這個問題在1959年（昭和34年），當現時的知立站（第三代）啟用後被解決了。所有客運列車均會途經新線（即重原站至知立站（第三代）之間的新路軌）直通至名古屋方向。但是由於知立站（第三代）沒有處理貨運的設備。因此貨運列車來往三河線與名古屋本線之間不會使用新線，仍然會使用舊線（即重原站至三河知立站之間的舊路軌）和知立聯絡線。可是舊線在1975年（昭和50年）廢除後，貨運列車只可於經新線前往知立站折返，再駛入知立聯絡線來往三河線與名古屋本線之間。
後來，隨著1984年（昭和59年）名鐵廢除於三河線和名古屋本線的貨運業務。知立聯絡線在同年4月1日廢除。

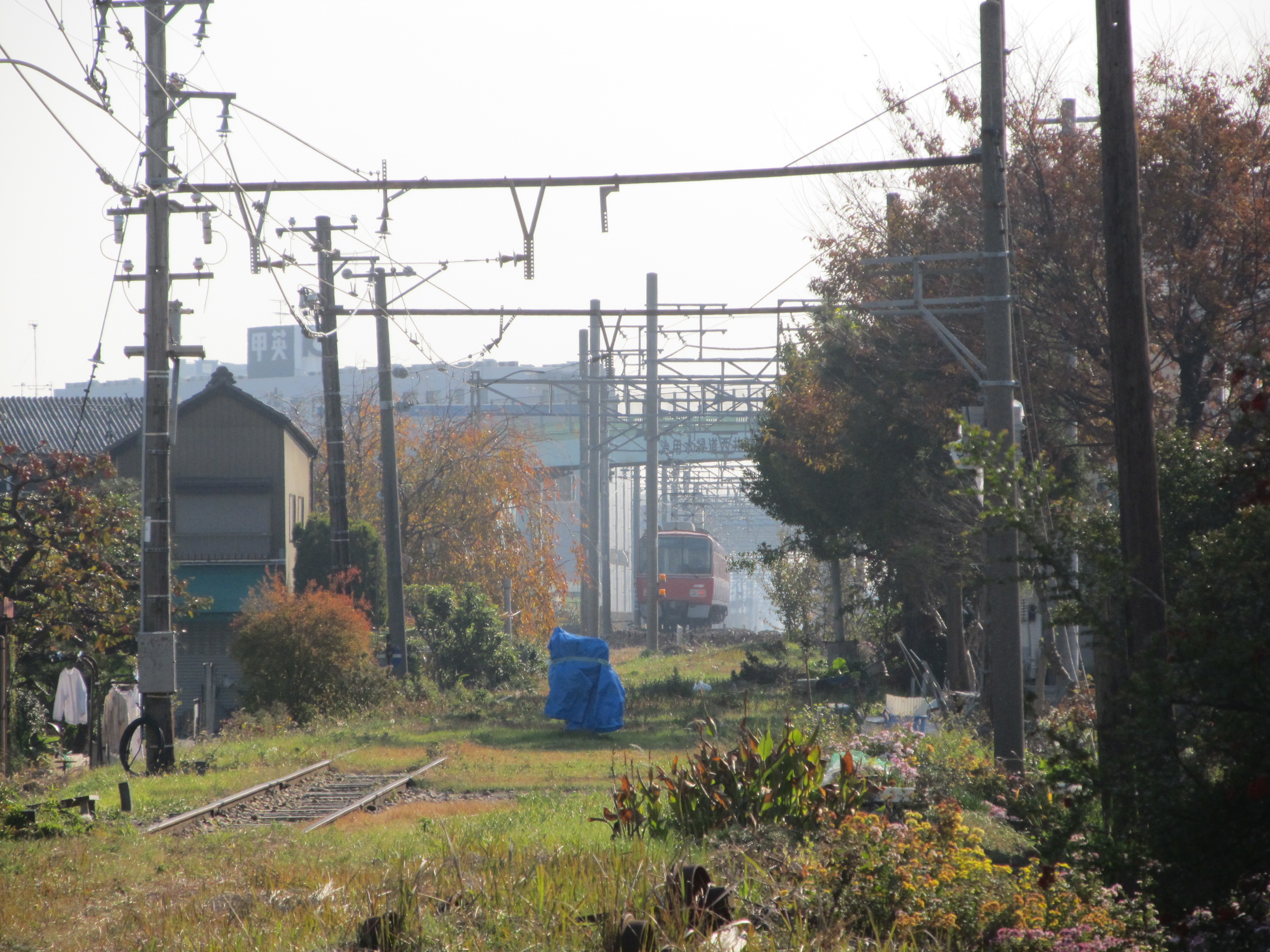
賣地前的知立聯絡線遺址 （2013年）
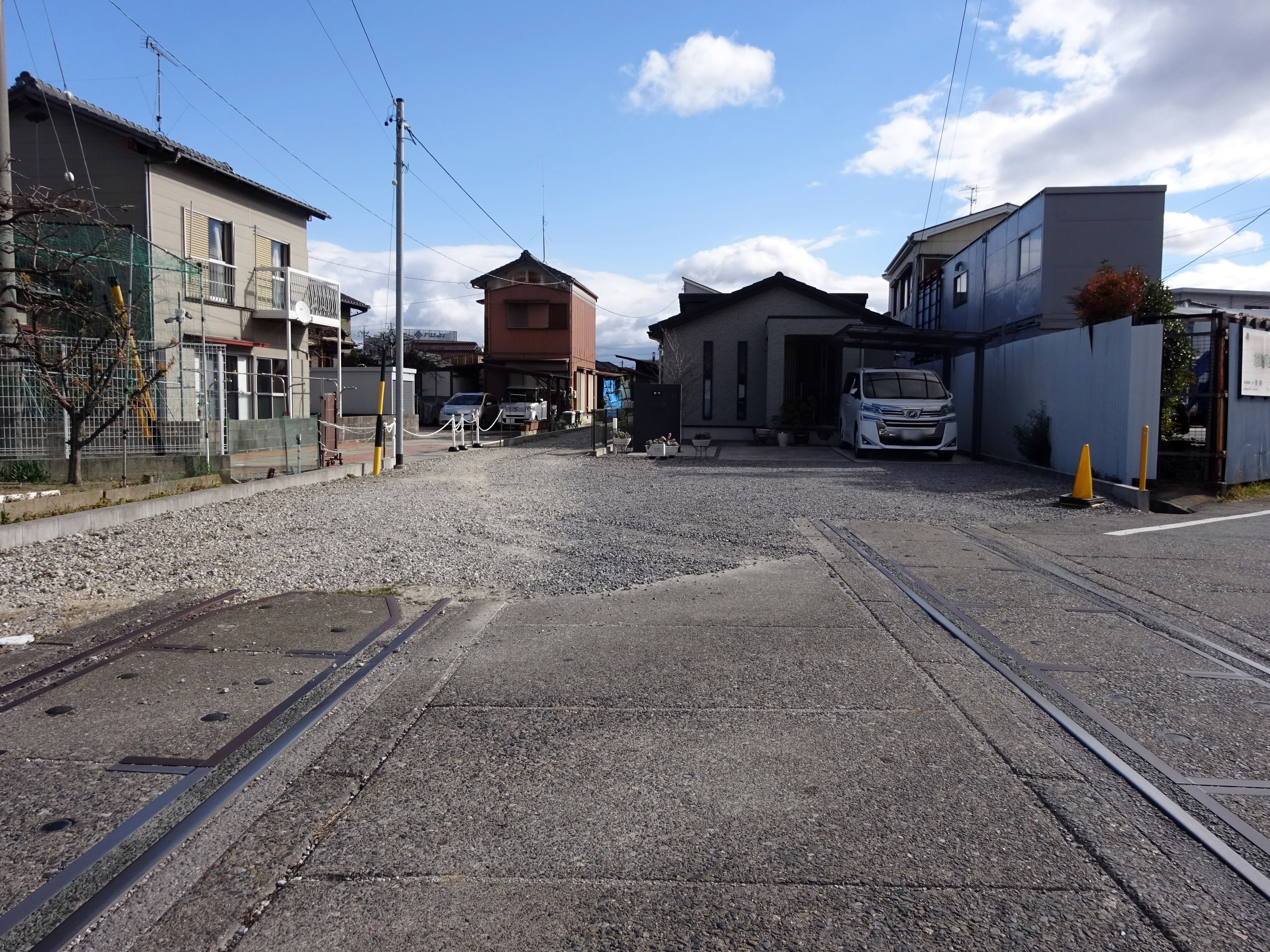
賣地後的知立聯絡線遺址 （2022年）

### 年表
- 1928年（昭和3年）6月1日 - 愛知電氣鐵道[注 1]知立聯絡線開通，同時設置只名為分岐點的號誌站。
- 1935年（昭和10年）8月1日 - 名岐鐵道與愛知電氣鐵道合併，名古屋鐵道成立。成為名鐵豐橋線的號誌站。
- 1937年（昭和12年）起 - 分岐點改名為知立信號所。
- 1948年（昭和23年）5月16日 - 新岐阜至豐橋之間的路線名稱改為名古屋本線，成為名鐵名古屋本線的號誌站。
- 1950年（昭和25年）9月 - 開設途經知立聯絡線的直通班次。
- 1959年（昭和34年）4月1日 - 現時的知立站（第三代）啟用。直通班次途經新線，知立聯絡線不再設有客運服務。
- 1984年（昭和59年）
  - 1月1日 - 廢除於三河線和名古屋本線的貨運業務。
  - 4月1日 - 知立聯絡線廢除，號誌站也廢除[2]。

## 配線圖
|                              | ↑ 東岡崎、豐橋、西尾方向                     |                              |
| ← 舉母、 猿投、 西中金方向面 | 名古屋鐵道 知立站（第二代）時代 站內配線略圖 | → 刈谷、 碧南、 吉良吉田方向 |
|                              | ↓ 新名古屋、新岐阜、犬山方向                 |                              |
| 图例 参考文献：              |                                              |                              |

## 相鄰車站
所屬路線與相鄰車站取自營業時代。
名古屋鐵道
名古屋本線
牛田－（知立信號所）－知立
名古屋本線（知立聯絡線）
三河知立－（知立信号所）

## 注腳